# Білорусьфільм
«Білорусьфільм» (біл. «Беларусьфільм») — білоруська кіностудія художніх і анімаційних фільмів, заснована в 1924 році.

## Історія
Білорусьфільм — головна кіностудія Білорусі. Заснована в грудні 1924 року під назвою «Белгоскіно». У цьому ж році при Управлінні була створена кінолабораторія, що випускала кінохроніки. Спочатку кіностудія перебувала в Ленінграді, у 1939 році переїхала до Мінська.
Перший художній фільм кіностудії — «Лісова бувальщина» — випущений в грудні 1926 року. У 1946 році кіностудія перейменована в «Білорусьфільм».
За радянських часів на студії було поставлено велику кількість фільмів про війну (завдяки чому студію навіть прозвали «Партизанфільм»), а також дитячих та документальних фільмів. Крім того, починаючи з 1972 року студія випускає анімаційні фільми, на цей момент знято 124 таких фільму.
У пострадянський час найважливішим полем діяльності та джерелом для існування кіностудії стали спільні проєкти, перш за все російських режисерів. Так, з використанням матеріально-технічної бази кіностудії та залученням її персоналу було відзнято 22 російські фільми. Цього ж року на «Біларусьфільмі» працювали такі російські майстри, як Микита Михалков, Дмитро Астрахан, батько та син Тодоровські.